# Tuileriträdgården

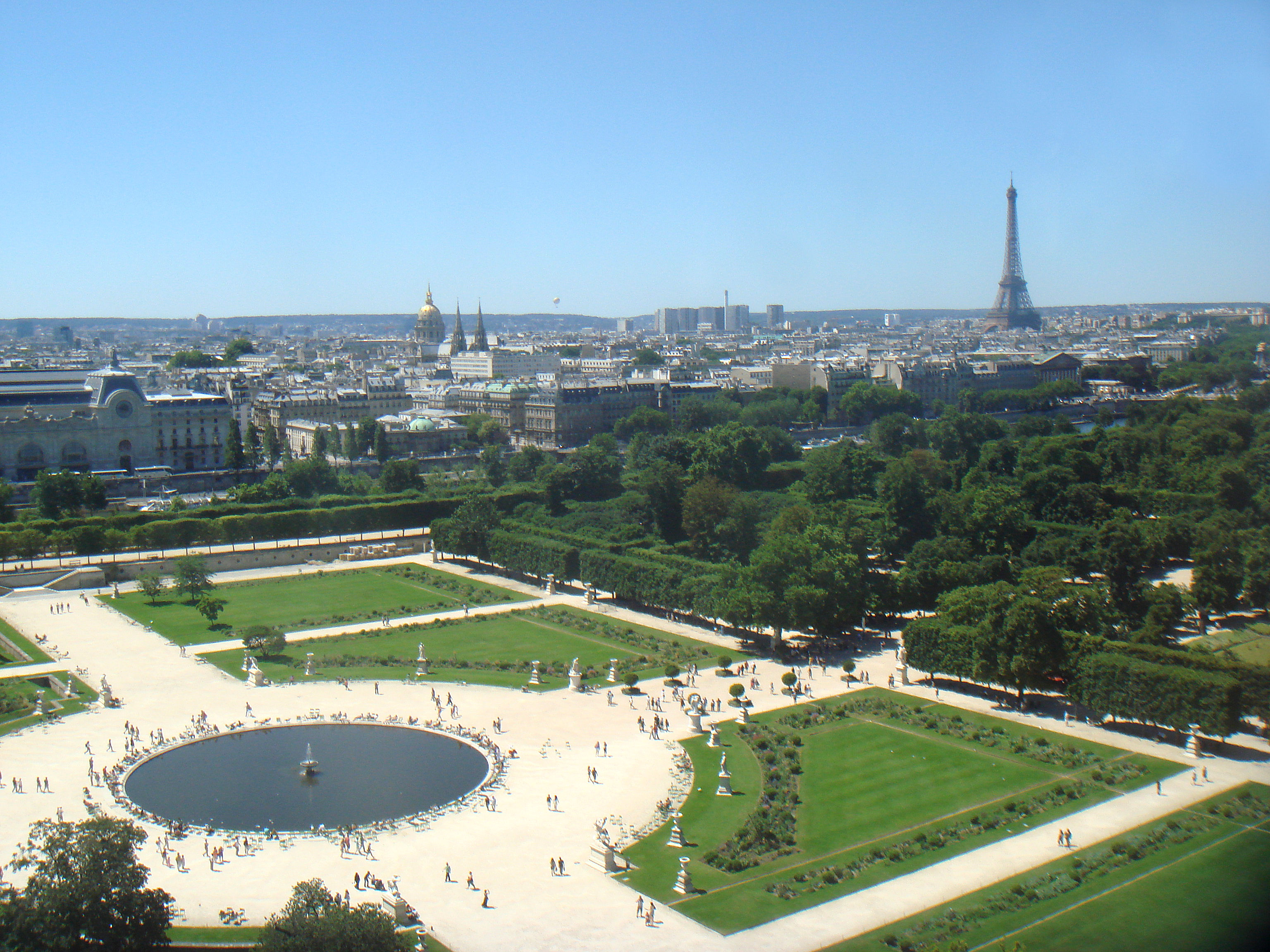
Panorama över Tuileriträdgården.

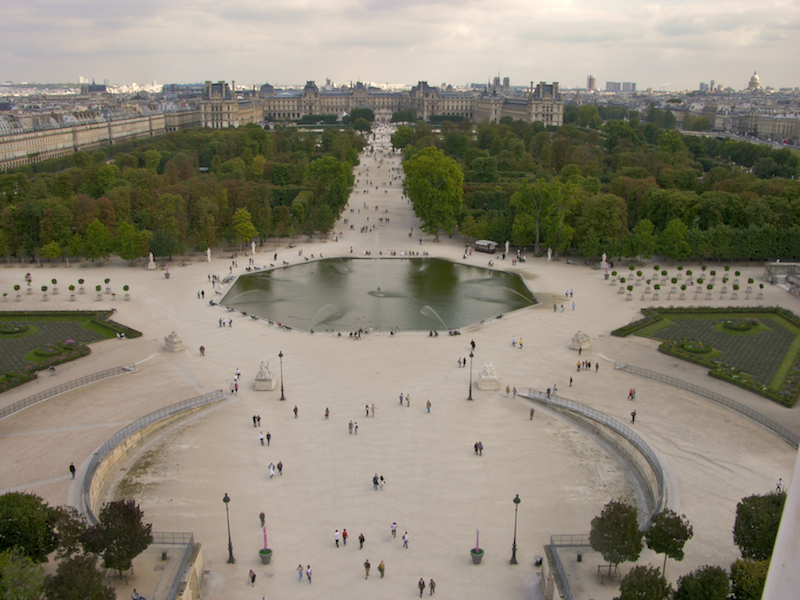
Tuileriträdgården från väster.

Tuileriträdgården är en park som ligger mellan museet Louvren och Place de la Concorde i Paris. Den skapades år 1564 av Katarina av Medici, som trädgård till palatset Tuilerierna, och öppnades för allmänheten 1667. Slottet finns ej längre kvar, men trädgården är en populär mötesplats för turister och andra besökare. Bredvid trädgården finns tunnelbanestationen Tuileries.

## Fotogalleri

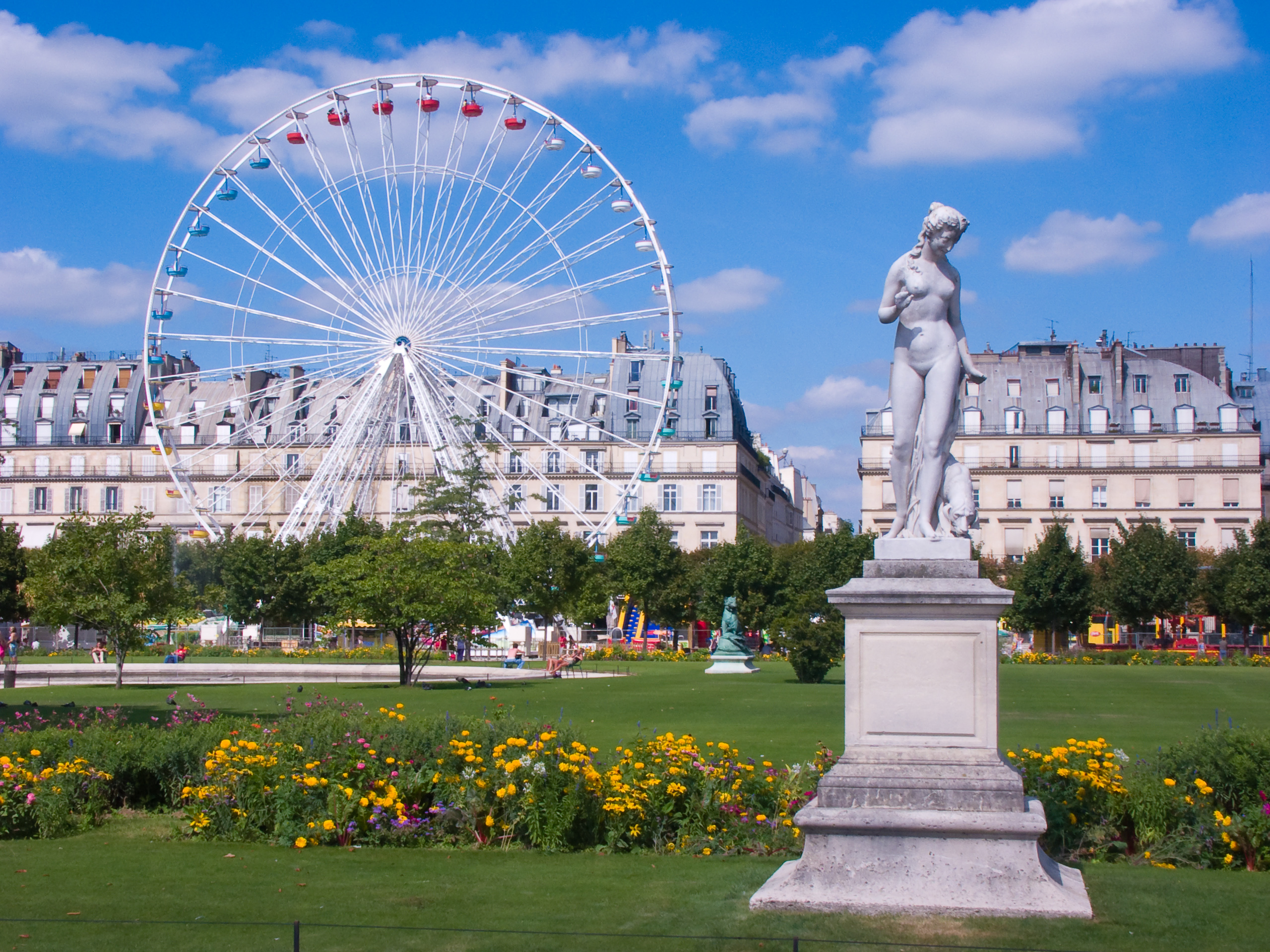
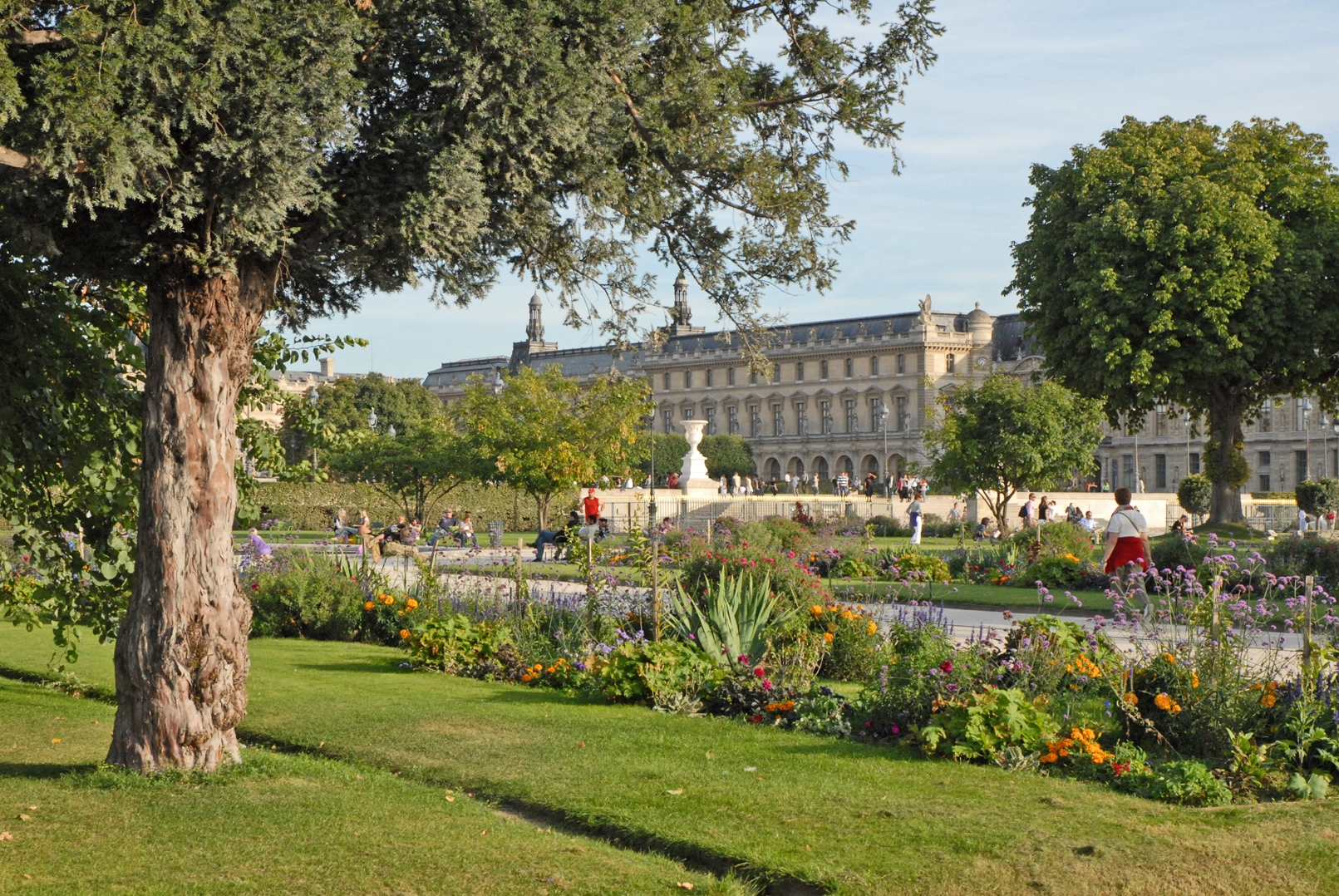
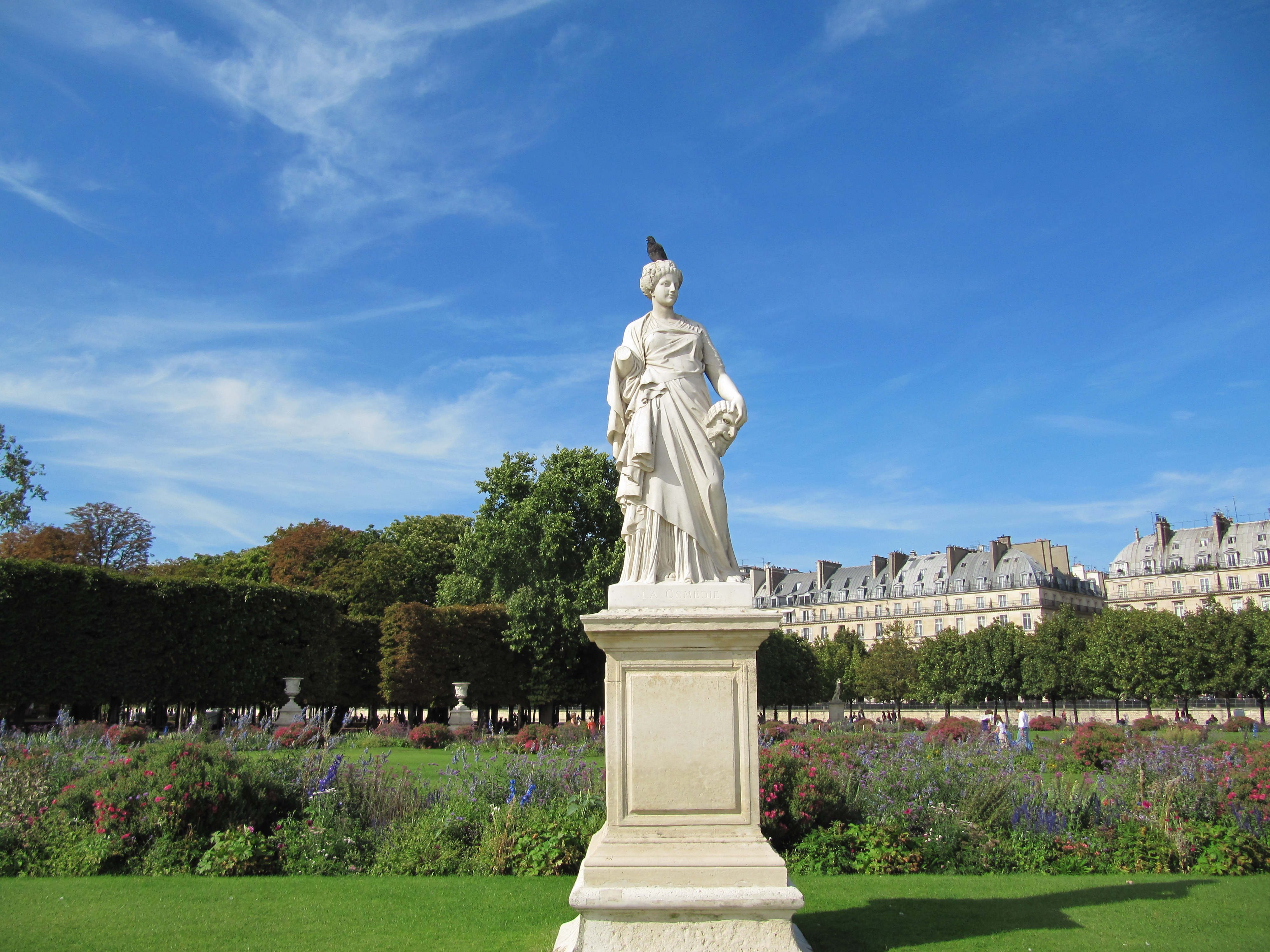
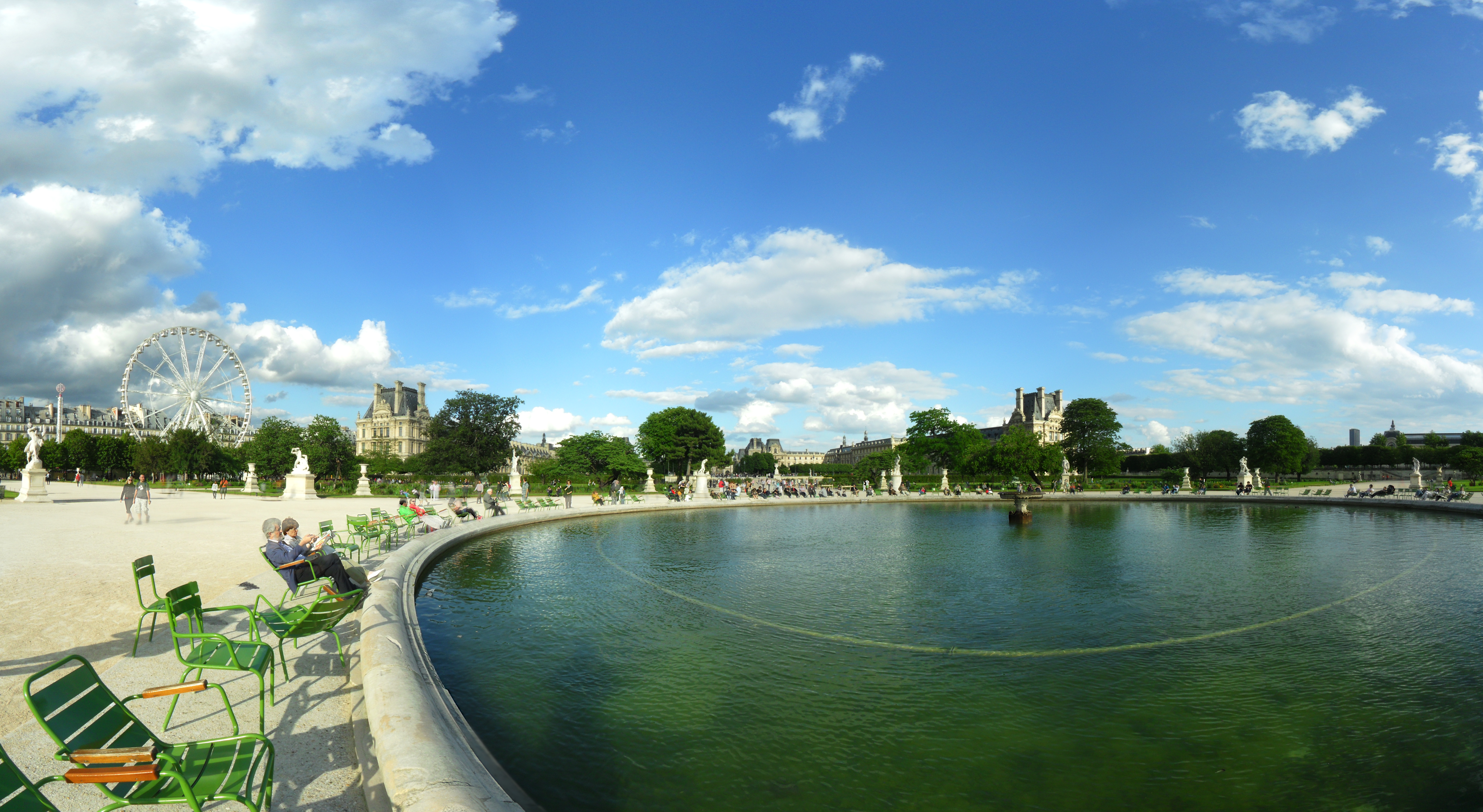